# Transformerzy: Cybertron
Transformerzy: Cybertron / Transformers – Cybertron (tytuł oryginalny Transformers: Galaxy Force) – japoński serial animowany. W Polsce serial był emitowany na Cartoon Network. Premiera  5 września 2005.
Transformerzy: Cybertron to kolejna seria opowiadająca o żywych, obdarzonych zdolnością do transformacji robotach z planety Cybertron. Seria ta jest kontynuacją cyklu Transformerzy: Wojna o Energon (w Japonii jest w osobnym uniwersum) i opisuje kolejną, piątą rzeczywistość. Jest to pierwsza seria, której stworzenie powierzono wytwórni GONZO.
Między wersją japońską i amerykańską istnieje wiele różnic merytorycznych – Amerykanom zależało, by za wszelką cenę uczynić Cybertron bezpośrednią kontynuacją Energonu, dlatego wiele dialogów i tekstów promujących serię zostało poważnie zmienionych, podczas gdy w Japonii seria ta nie ma z Energonem nic wspólnego i stanowi oddzielną historię.

## Bohaterowie
| Autoboty - Optimus Prime (jap. Galaxy Convoy) - Hot Shot / Cybertron Defense Hot Shot (jap. Exillion/Exigaiser) - Jetfire (jap. Dreadrock) - Landmine (jap. Guardshell) - Overhaul / Megalion / Leobreaker (jap. Jackshot/Ligerjack) - Scattorshot / Cybertron Defense Scattorshot (jap. Backpack/Backgild) - Vector Prime - Brakedown (jap. Autolander) - Clocker (jap. Skids) - Red Alert / Cybertron Defense Red Alert (jap. Red Alert/Scam Alert) - Override (jap. Nitro Convoy) - Snarl (jap. Fangwolf) - Backstop (jap. Saidos) - Evac (jap. Live Convoy) - Smokescreen / Crosswise (jap. Autovolt) - Metroplex (jap. Megalo Convoy) - Quickmix (jap. Blender) - Wing Saber (jap. Sonic Bomber) - Longrack - Blurr - Signal Lancer | Decepticony - Nemezis Wielki (ang. Dark Ligerjack / Nemesis Breaker) (jap. Dark Liger) - Megatron / Galvatron (jap. Master Megatron/Master Galvatron) - Starscream - Thundercracker - Crumplezone / Dark Crumplezone (jap. Landbullet/Armbullet) - Ransack (jap. Gasket) - Runamuck - Buzzsaw - Dirt Boss (jap. Inch Up) - Scourge (jap. Flame Convoy) - Brimstone (jap. Terashaver) - Undermine (jap. Dinoshout) - Mudflap (jap. Demolishor) - Thunderblast (jap. Chromia) - Lugnutz (jap. Roadstorm) - Menasor (jap. Moledive) Roboty ze zmienn frakcją/bez frakcji - Sideways (jap. Noisemaze) - Soundwave (jap. Soundblaster) - Primus - Scrapmetal (pl. Złomobot) (jap. Ramble) | Mini-cony - Jolt - Reverb - Six-Speed - Safeguard - Stripmine - Heavy-Load - Drillbit (jap. Bull-Bull) - Laserbeak (jap. Killer Condor) Ludzie - Coby - Lori - Bud - Tim - Prof. Suzuki - Colonel Mick Franklin |

## Opisy bohaterów

### Autoboty
- Optimus Prime – dowódca Autobotów i wszystkich Transformerów żyjących na Cybertronie. Potrafi przechodzić w tryb super, który wielokrotnie zwiększa jego siłę ognia. Transformacja – ciężarówka bojowa z opcją lotu.
- Vector Prime – najstarszy z żyjących Transformerów (według legendy jeden z trzynastu najpierw powstałych Transformerów) i jedyny Autobot, który umie otwierać wrota wymiarowe. Jego miecz wedle legend został wykuty przez samego Primusa. Opiekun Jolta, Six-speeda i Reverba. Transformacja – starożytny statek gwiezdny.
- Jetfire – zastępca Optimusa, postać raczej powściągliwa i cyniczna. Wielki rywal Thundercrackera. Transformacja – zmodyfikowany samolot Cargo.
- Hot Shot – w gorącej wodzie kąpany podwładny Optimusa. Uważa się za najszybszego Transformera w historii i nie jest to czcze gadanie… Transformacja – samochód wyścigowy.
- Cybertron Defense Hot Shot – Hot Shot w ulepszonym pancerzu. Transformacja – wóz pancerny.
- Landmine – silny i gotowy do poświęceń robot. Nauczył walczyć wiele Autobotów, w tym samego Optimusa. Jego specjalnością jest walka w stylu Metalikato (jedeń z cybertrońskich stylów walki). Transformacja – spychacz.
- Scattorshot – główny informatyk Autobotów. Choć zwykle przesiaduje przed monitorem, jest świetnie uzbrojony do walki na dystans. Transformacja – Miniczołg.
- Cybertron Defense Scattorshot – Scattorshot w ulepszonym pancerzu. Transformacja – czołg rakietowy.
- Overhaul – mimo rozmiarów, jest bardzo silny, za punkt honoru postawił sobie wygranie ze Scourge’em w pojedynku. Ogólnie jest zawzięty i uparty jak mało kto, co w walce jest dla niego tak błogosławieństwem, jak i przekleństwem. Po walce ze Scourge’em Cyberklucz Animatrosu reformatuje go w Leobreakera (pol. Megalion). Transformacja – samochód terenowy.
- Red Alert – główny inżynier i mechanik zespołu. Nie umie się dogadać z Hot Shotem. Za bardzo troszczy się o innych i przez to czasem ma problemy z podejmowaniem decyzji. Zdenerwowany potrafi sprawić przeciwnikom niezły łomot. Transformacja – pojazd ratunkowy.
- Cybertron Defense Red Alert – Red Alert w ulepszonym pancerzu. Transformacja – transporter rakietowy.
- Clocker – nastolatek z Planety Szybkości i podopieczny Brakedowna. Można odnieść wrażenie, że traktuje Hot Shota jak idola. Niektóre jego działania nieraz zresztą temu ostatniemu uratowały życie. Transformacja – samochód wyścigowy.
- Brakedown – najstarszy mieszkaniec Planety Szybkości, ma największą wiedzę tak o planecie jak i jej mieszkańcach. Opiekun Clockera. Transformacja – wyścigówka typu dragster.
- Override – aktualna przywódczyni Planety Szybkości i najszybszy Transformer na planecie (przed pojawieniem się na niej Hot Shota). Kocha się ścigać i każdy pretekst jest dobry do kolejnej jazdy. Transformacja – samochód wyścigowy.
- Snarl – jeden ze strażników świątyni w której mieszka Scourge. Z Transformerów z Planety Dżungli tylko on i Scourge byli na Ziemi. Jest bardzo oddany Backstopowi. Transformacja – cyber-wilk.
- Backstop – mieszkaniec Planety Dżungli, bardzo mądry robot. Nie znosi przemocy i tę zasadę wpoił również Snarlowi, którego jest mentorem. Transformacja – cyber-nosorożec.
- Leobreaker (pol. Megalion) – Overhaul w nowym, ulepszonym pancerzu. Może łączyć się z Optimusem w trybie Wściekły Pazur (Savage Claw), formując wtedy jego prawe lub lewe ramię (Optimus ma gniazda na takie ramię po obu stronach). Transformacja – cyber-lew.
- Evac – opiekun Transformerów na Ziemi, długi czas przeleżał zamknięty ze Smokescreenem w lodowcu. Jest całkowitym przeciwieństwem Scourge’a: szlachetny, pomocny i odważny. Transformacja – helikopter ratunkowy.
- Smokescreen – asystent Evaca i pogromca potworów. Ma wyraźnie na pieńku z Lugnutzem. Transformacja – samochód wyścigowy.
- Wing Saber – ryzykant, narwaniec i uparciuch – te słowa najlepiej określają Wing Sabera. Może łączyć się z Optimusem w tryb Super Skrzydła (Sonic Wing). Niechętnie słucha poleceń, na domiar złego często żre się z Jetfire’em. Transformacja – cybertroński bombowiec.
- Metroplex – opiekun 4 Cyber Klucza z Planety Gigantów. Największy z mieszkańców Planety Gigantów. Jego partnerem jest Mini-con Drillbit. Może powierzać swoją broń (piłę tarczową) Optimusowi dając mu nowy super tryb Super Broń (Giga-Axe). Transformacja – gigantoński pojazd wydobywczy.
- Quickmix – silny i mądry robot, jest prawą ręką Metroplexa. Jego partnerem jest Mini-con Stripmine. Transformacja – super betoniarka.

### Decepticony
- Megatron – dowódca Deceptipticonów, ukradł Vectorowi mapę z położeniem Cyber Kluczy. Jest bardzo silny, a jego pancerz przywodzi na myśl Unicrona (choć robot ten nie ma z nim nic wspólnego). Transformacja – cybertroński ścigacz i cybertroński odrzutowiec (trójzmienny).
- Starscream – zastępca Megatrona, marzy mu się dowodzenie. Po wchłonięciu części mocy Primusa zwiększył swoją moc i rozmiar dziesięciokrotnie. Transformacja – cybertroński odrzutowiec.
- Thundercracker – lekko obłąkany mistrz walki powietrznej i właściciel działa „Miotacz Gromów”. Ma tendencję do wymyślania ataków z niezwyklę pokrętnymi nazwami. Uwielbia używać rakiet samonaprowadzających. Transformacja – myśliwiec.
- Crumplezone – osiłek z Planety Szybkości o dużej sile ognia, ale o małym rozumie, zwerbowany przez Megatrona i później przemieniony w Dark Crumpelzone’a. Transformacja – ścigacz.
- Ransack – cicho-ciemny krętacz i kombinator, zawsze trzyma z Crumplezone’em. Kolejny nabytek Megatrona. Transformacja – motocykl.
- Dirt Boss – ekspert od jazdy w trudnym terenie. Bardzo nie lubi Override. Transformacja – samochód typu monster truck.
- Undermine – kolejny strażnik świątyni na Animatrosie, kumpel Brimstone’a. Transformacja – cyber-spinozaur.
- Brimstone – małomówny asystent Scourge’a, znajomy Undermine’a. Transformacja – cyber-pterodaktyl. Odezwał się tylko w kilku odcinkach.
- Scourge – dowódca Transformerów z Planety Dżungli, i najsilniejszy mieszkaniec tej planety. Uznaje tylko prawo siły. Chciałby być lepszym dowódcą, i w 2 serii opuszcza Decepticony. Jedyne czego się boi to Lori, którą nazywa swoją siostrzyczką. Transformacja – cyber-smok.
- Mudflap – Autobot-renegat, przekabacony przez Starscreama. Bardzo nie lubi ludzi. Był uczniem Landmime’a. Od 36. odcinka znowu walczy po stronie Autobotów, do czego przekonał go Landmine. Transformacja – dźwig.
- Thunderblast – jedna z dwóch Transformerów-kobiet w serii. Jest zauroczona Megatronem, ale potrafi być wredna i przebiegła, jeśli wymaga tego sytuacja. Posługuje się sporą naramienną wyrzutnią rakiet. Transformacja – łódź rakietowa.
- Lugnutz – jeden z „potworów”, z którymi kiedyś walczył Smokescreen, potem przyłącza się do Starscreama. Pyszałek i zarozumialec. Transformacja – motocykl typu harley.
- Dark Clumplezone – Crumplezone w ulepszonym pancerzu. Transformacja – opancerzony ścigacz.
- Nemesis Breaker (pol. Nemezis Wielki) – Transformer, stworzony przez Megatrona ze złej strony Megaliona. Tak jak jego bliźniak, może transformować się w ramię dla Megatrona, tworząc tryb Mroczny Pazur (Dark Claw). W odcinku "Olbrzym" w wyniku ataku Metroplexa, Nemezis przegrywa i znika. Transformacja – cyber-lew.
- Galvatron – Megatron w ulepszonym pancerzu, który powstał w 40. odcinku. W odcinku "Nieskończone" ostatecznie walczy z Optimusem i zostaje zniszczony. Transformacja – cybertroński ścigacz i cybertroński odrzutowiec (trójzmienny).
- Menasor – mieszkaniec Gigantonu, który skusił się na walkę po stronie Decepticonów, za co stał się wrogiem swej planety. Jest bardzo silny i posiada ogromną moc destrukcyjną. Jego partnerem jest Mini-con Heavyload. Później dołączył do Autobotów. Transformacja – super świder samobieżny.

### Mini-cony
- Jolt – jedyny z Mini-conów, który chciał poznać mowę ludzi. Zafascynowany Ziemią równie mocno jak Jazz z G1. Transformacja – helikopter.
- Six-Speed – szybszy kumpel Jolta. Transformacja – wyścigówka.
- Reverb – kompan Six-Speeda. Transformacja – samochód terenowy.
- Safeguard – Minicon Vectora Prime’a i jego broń strzelająca. Transformacja – latające działo.

### Bez frakcji/z frakcją zmienną
- Sideways – nikt tak naprawdę nie wie, co planuje ten robot. Wiadomo natomiast, że dla niego cel uświęca środki. Do tego wprost uwielbia patrzyć z boku na dramaty innych. Jako jedyny Transformer potrafi dowolnie zmieniać swój symbol frakcji (i to bez żadnych skutków ubocznych). Transformacja – statek kosmiczny.
- Primus – legendarny bóg Transformerów i ich twórca. Walczył z Unicronem jeszcze w czasach Starego Wszechświata, jednak walka zakończyła się remisem. Od niepamiętnych czasów jego iskra jest uwięziona w planetoidzie z której powstał Cybertron. Gdy połączy się Klucze Ziemi, Speedi, Animatrosu i Gigalonii z Szyfrem Omegi, wyzwoli się energia, która pozwoli Primusowi przeistoczyć Cybertron w swoje ciało. To właśnie on wedle legendy jest siłą ostateczną, która będzie w stanie unicestwić czarną dziurę. To Primus stworzył Cyber Klucze planet, Szyfr Omegi oraz miecz Vectora Prime’a i Matrycę Dowodzenia Optimusa Prime’a. Transformacja – Planeta Cybertron.
- Soundwave – kompan Sidewaysa, również pochodzi z planety X. W walce używa fal dźwiękowych oraz swoich dwóch karabinów. Posiada też minirobota (nie mylić z Miniconem) o nazwie Laserbeak, który w stanie spoczynku jest ukryty w schowku na jego klatce piersiowej (nawiasem mówiąc, Soundwave z pierwszej serii TF, G1, też posiadał taki mechanizm, tylko na większą skalę). Transformacja – statek kosmiczny.
- Scrapmetal – po polsku Złomoboty – klony stworzone przez Sidewaysa do walki na Cybertronie. Budowano je w trzech kolorach. Pojedynczo mają małą siłę ognia, ale w grupach stają się groźne, co w połączeniu z dużą mobilnością czyni z nich poważnych przeciwników. Transformacja – czołg kroczący.

### Ludzie
- Bud – młodszy brat Coby’ego, ma czasem niezłe pomysły, ale często wpada w tarapaty. Kocha filmowych ninja, niektóre z jego zachowań bardzo przypominają ninja, co sprawia, że momentami przypomina Naruto.
- Coby – starszy brat Buda, jest bardzo pomysłowy, ma dryg do naprawy maszyn i urządzeń. Lubi Lori bardziej niż daje po sobie poznać.
- Lori – przyjaciółka Buda i Coby’ego. Jest niejako „sumieniem” w drużynie Autobotów, choć i ona ma swoje wyskoki. Jedyna osoba w kosmosie, której boi się Scourge. Lubi Coby’ego bardziej niż daje po sobie poznać, co pod koniec serii zostało dobitnie pokazane.

## Odcinki
Seria składa się z 52 odcinków, tak jak dwie poprzednie serie (jest to związane z cyklem emisji serialu w Japonii – obowiązuje system „jeden odcinek na tydzień” i seria ma tyle odcinków, by emisja trwała cały rok).

### Spis odcinków
| Pierwsza emisja                       | Nr | Polski tytuł     | Angielski tytuł |
| ------------------------------------- | -- | ---------------- | --------------- |
|                                       |    |                  |                 |
| Seria pierwsza                        |    |                  |                 |
|                                       |    |                  |                 |
| 27.02.2006 (CN) 2017 (Disney Channel) | 01 | Upadek           | Fallen          |
|                                       |    |                  |                 |
| 05.09.2005                            | 02 | Schronienie      | Haven           |
|                                       |    |                  |                 |
| 06.09.2005                            | 03 | Postać w ukryciu | Hidden          |
|                                       |    |                  |                 |
| 07.09.2005                            | 04 | Landmine         | Landmine        |
|                                       |    |                  |                 |
| 08.09.2005                            | 05 | Kosmos           | Space           |
|                                       |    |                  |                 |
| 09.09.2005                            | 06 | Pośpiech         | Rush            |
|                                       |    |                  |                 |
| 12.09.2005                            | 07 | Szybkość         | Speed           |
|                                       |    |                  |                 |
| 13.09.2005                            | 08 | Góra             | Collapse        |
|                                       |    |                  |                 |
| 14.09.2005                            | 09 | Czas             | Time            |
|                                       |    |                  |                 |
| 15.09.2005                            | 10 | Poszukiwania     | Search          |
|                                       |    |                  |                 |
| 16.09.2005                            | 11 | Otchłań          | Deep            |
|                                       |    |                  |                 |
| 19.09.2005                            | 12 | Statek           | Ship            |
|                                       |    |                  |                 |
| 10.10.2005                            | 13 | Bohater          | Hero            |
|                                       |    |                  |                 |
| 21.09.2005                            | 14 | Wyścig           | Race            |
|                                       |    |                  |                 |
| 12.10.2005                            | 15 | Objazd           | Detour          |
|                                       |    |                  |                 |
| 22.09.2005                            | 16 | Wściekłość       | Savage          |
|                                       |    |                  |                 |
| 13.02.2006                            | 17 | Piasek           | Sand            |
|                                       |    |                  |                 |
| 14.02.2006                            | 18 | Mistrz           | Champion        |
|                                       |    |                  |                 |
| 15.02.2006                            | 19 | Lód              | Ice             |
|                                       |    |                  |                 |
| 16.02.2006                            | 20 | Honor            | Honor           |
|                                       |    |                  |                 |
| 17.02.2006                            | 21 | Wódz             | Primal          |
|                                       |    |                  |                 |
| 20.02.2006                            | 22 | Zaufanie         | Trust           |
|                                       |    |                  |                 |
| 21.02.2006                            | 23 | Pułapka          | Trap            |
|                                       |    |                  |                 |
| 22.02.2006                            | 24 | Inwazja          | Invasion        |
|                                       |    |                  |                 |
| 23.02.2006                            | 25 | Odwrót           | Retreat         |
|                                       |    |                  |                 |
| 24.02.2006                            | 26 | Objawienie       | Revelation      |
|                                       |    |                  |                 |
| Seria druga                           |    |                  |                 |
|                                       |    |                  |                 |
| 05.06.2006                            | 27 | Stan krytyczny   | Critical        |
|                                       |    |                  |                 |
| 06.06.2006                            | 28 | Szturm           | Assault         |
|                                       |    |                  |                 |
| 07.06.2006                            | 29 | Starscream       | Starscream      |
|                                       |    |                  |                 |
| 08.06.2006                            | 30 | Jedność          | United          |
|                                       |    |                  |                 |
| 09.06.2006                            | 31 | Cybertron        | Cybertron       |
|                                       |    |                  |                 |
| 12.06.2006                            | 32 | Równowaga        | Balance         |
|                                       |    |                  |                 |
| 13.06.2006                            | 33 | Ciemność         | Darkness        |
|                                       |    |                  |                 |
| 14.06.2006                            | 34 | Pamięć           | Memory          |
|                                       |    |                  |                 |
| 15.06.2006                            | 35 | Ucieczka         | Escape          |
|                                       |    |                  |                 |
| 16.06.2006                            | 36 | Rodzina          | Family          |
|                                       |    |                  |                 |
| 19.06.2006                            | 37 | Tytani           | Titans          |
|                                       |    |                  |                 |
| 20.06.2006                            | 38 | Skok             | Warp            |
|                                       |    |                  |                 |
| 21.06.2006                            | 39 | Olbrzym          | Giant           |
|                                       |    |                  |                 |
| 22.06.2006                            | 40 | Gniew            | Fury            |
|                                       |    |                  |                 |
| 23.06.2006                            | 41 | Miasto           | City            |
|                                       |    |                  |                 |
| 26.06.2006                            | 42 | Zasadzka         | Ambush          |
|                                       |    |                  |                 |
| 27.06.2006                            | 43 | Wyzwanie         | Challenge       |
|                                       |    |                  |                 |
| 28.06.2006                            | 44 | Scourge          | Scourge         |
|                                       |    |                  |                 |
| 29.06.2006                            | 45 | Optimus          | Optimus         |
|                                       |    |                  |                 |
| 30.06.2006                            | 46 | Starcie          | Showdown        |
|                                       |    |                  |                 |
| nieemitowany                          | 47 |                  | Guardian        |
|                                       |    |                  |                 |
| nieemitowany                          | 48 |                  | Homecoming      |
|                                       |    |                  |                 |
| nieemitowany                          | 49 |                  | End             |
|                                       |    |                  |                 |
| nieemitowany                          | 50 |                  | Unfinished      |
|                                       |    |                  |                 |
| nieemitowany                          | 51 |                  | Beginning       |
|                                       |    |                  |                 |
| nieemitowany                          | 52 |                  | Inferno         |
|                                       |    |                  |                 |